# Пилюк, Моисей Прокофьевич
Моисей (Мусий) Прокофьевич Пилюк (годы жизни неизвестны) — один из лидеров кубанского казачьего повстанческого движения в 1920—1921 гг.
Выходец из станицы Елизаветинской. Сотник, член Кубанской краевой рады в 1919—1920 гг.
В конце 1919 г. возглавил массовое восстание казаков-черноморцев против Деникина. С приходом большевиков к власти поддержал их, в июле 1920 г. назначен председателем комиссии Кубано-Черноморского облревкома по борьбе с «бело-зелёными».
В январе 1921 г. бежал с семьёй в горы, где возглавил Политотдел Кубанской повстанческой армии. Считался идеологом КПА. В октябре 1921 г. пойман, осуждён. После тюремного заключения вернулся в ст. Елизаветинскую психически больным.
В плен к казакам Пилюка попадает герой автобиографической повести А. Гайдара «В дни поражений и побед».